# توم يونغز (لاعب كرة قدم بريطاني)
توم يونغز (بالإنجليزية: Tom Youngs)‏ هو لاعب كرة قدم بريطاني، ولد في 6 سبتمبر 1994 في غرينتش في المملكة المتحدة. لعب مع أولدهام أثلتيك وبولتون واندررز.

## وصلات خارجية
- توم يونغز على موقع قاعدة بيانات كرة القدم.إي يو (الإنجليزية)
- توم يونغز على موقع Soccerbase.com (لاعب) (الإنجليزية)